# Machi Koro Legacy
Machi Koro Legacy („Machi Koro“ = japanisch 街コロ ‚Stadt würfeln‘) ist ein Legacy-Kartenspiel mit Elementen eines Aufbauspiels, das 2019 von Rob Daviau und JR Honeycott auf der Basis des Spiels Machi Koro von Masao Suganuma entwickelt und 2019 bei dem Verlag Pandasaurus Games veröffentlicht wurde. Wie in der Vorlage baut in dem Spiel jeder der zwei bis vier Spieler eine eigene Stadt, wobei sich die Zielsetzung und einige Regeln jedoch über mehrere Runden ändern und entwickeln. Es ist als klassisches Familienspiel mit einer Dauer on etwa 30 bis 45 Minuten pro Spiel und für Spieler ab etwa zehn Jahren konzipiert.

## Thema und Ausstattung
Wie im Originalspiel Machi Koro bauen die Spieler bei Machi Koro Legacy eine Stadt auf, indem sie Bauwerkkarten kaufen und diese in ihrer Stadtauslage platzieren. Dabei gibt von Beginn an verschiedene Bauwerktypen sowie in jeder Runde drei Großprojekte. Jedes Bauwerk hat einen definierten Baupreis und die Großprojekte kosten fünf, fünfzehn und fünfundzwanzig Geldstücke. Anders als in der Vorlage bauen die Spieler zudem in jeder Runde gemeinsam an einem Großprojekt mit wechselnden Kosten.
Das Spielmaterial besteht aus einem Basis-Kartensatz von 65 Bauwerkkarten, der aus 40 kaufbaren Unternehmen und einem Gemeinschaftsprojekt sowie für jeden der vier Spieler aus je zwei Marktplatzkarten, drei Großprojekten und einer Übersichtskarte besteht. Hinzu kommt pro Spieler ein Stadttableau und ein Flaggenmarker. Zusätzlich gibt es zwei sechsseitige Würfel, 78 Münzen in den Werten 1, 5 und 10 und einen Stickerbogen. Ein zusätzliches dreiteiliges Kartenset mit zahlreichen weiteren Bauwerkskarten, Gemeinschaftsprojekten und Regelergänzungskarten sowie sechs Boxen mit weiterem Spielmaterial sind zusätzlich enthalten, damit sich das Spiel entwickeln kann.

## Spielprinzip
Das Spielprinzip von Machi Koro Legacy entspricht dem Original: Die Spieler spielen reihum und jeder Spieler würfelt in jeder Runde mit einem oder zwei Würfeln, um die vor ihm liegenden Bauwerkskarten zu aktivieren. Zu Beginn hat er in jeder Runde einige Marktplatzkarten – zu Beginn zwei, später drei und vier – und er kann sich in jeder Runde jeweils ein weiteres Bauwerk hinzukaufen. Es gibt Bauwerke, die nur beim Spieler am Zug werten, andere, die immer werten, wenn ihr Würfelwert fällt, egal durch welchen Spieler, und es gibt weitere Bauwerke, die nur bei einem Spieler werten, wenn ein anderer Spieler ihren Würfelwert wirft. Zudem ist jedes Bauwerk einer Kategorie zugeordnet, auf die über weitere Karten zugegriffen wird. Die Wertungen bringen Einkommen und nach der Einkommensphase kann das vorhandene Geld zum Kauf eines neuen Bauwerks, zum Bau eines Großprojektes oder für den Bau am Gemeinschaftsprojekt genutzt werden. Ab der zweiten Runde sind weitere alternative Aktionen möglich, die durch Regelergänzungen aus dem Legacy-Deck angegeben werden.
Ergänzend zu dem bekannten Spielmechanismus handelt es sich um ein Legacy-Spiel. Das bedeutet, dass sich über mehrere Spielrunden abhängig vom Spielverlauf Änderungen im Spiel ergeben. Um dies zu ermöglichen, gibt es den Legacy-Stapel, der vor und nach jeder Runde hinzugezogen wird und neues Spielmaterial und neue Regeln für die nächsten Runden einführt. Vor dem Spiel werden durch den Legacy-Stapel in jeder Runde ein neues Großprojekt sowie ein neues Gemeinschaftsprojekt eingebracht, zusätzlich können weitere Regeln und Materialien hinzukommen, die im Stapel und / oder in den sechs Boxen enthalten sind. Mit Einführung neuer Regeln gelten diese für alle folgenden Runden. Insgesamt ist das Legacy-Spiel für 10 Runden ausgelegt.
Die jeweilige Runde endet, sobald ein Spieler seine drei Großprojekte umgesetzt sowie seinen Anteil zum Gemeinschaftsprojekt beigesteuert hat. Nach jeder Runde wird das Spiel ausgewertet und es werden die entsprechenden Karten des Legacy-Stapels vorgelesen, um die Effekte der nächsten Runde anzutriggern. Der Gewinner darf sich „in das goldene Buch der Insel eintragen“, zudem wird das jeweils billigste der Großprojekte der Spieler durch eine neue Marktplatzkarte ausgetauscht, die dem Spieler dann zur Verfügung steht. Zudem wird dem Spiel in jeder Runde ein neues Set Bauwerkkarten zugefügt – diese Karten sind doppelseitig und der jeweilige Gewinner darf wählen, welche der beiden Seiten beim Start der neuen Runde aktiv sein soll. Manchmal werden auch Karten aus dem Spiel entfernt und stehen dann später nicht mehr zur Verfügung.
Ist die Kampagne und somit das Legacy-Spiel beendet, kann das Spiel entsprechend der letzten Regeln aus der Auswertung der Runde 10 gespielt werden. Dabei werden Großprojekte und Gemeinschaftsprojekte sowie Bauwerkskarten aus vorhergegangenen Runden teilweise wieder mit in das Spiel genommen.

## Veröffentlichung und Resonanz
Das Spiel Machi Koro Legacy wurde von Rob Daviau und JR Honeycott auf der Basis des Spiels Machi Koro von Masao Suganuma entwickelt und 2019 bei dem Verlag Pandasaurus Games in einer englischen, einer französischen und einer deutschen Version veröffentlicht, wobei letztere in Deutschland von Asmodee vertrieben wird. In Zusammenarbeit mit Devir entstand zudem eine spanische Version, weitere Versionen erschienen auf Niederländisch, Russisch, Koreanisch und Chinesisch.
Das Urteil des Spielekritikers Udo Bartsch zu Machi Koro Legacy fiel schlecht aus, in seiner Rezension in seinem Blog Rezensionen für Millionen bewertete er es als „misslungen“, da es nach seiner Wahrnehmung einige Spiel- und Wertungsmechanismen des Vorbilds abschwächt und es dadurch unbalanciert machte. Er kritisiert vor allem, dass die Spieler ab der zweiten Partie direkt zu Beginn mit beiden Würfel würfeln können, ohne dies erst durch den Bau eines Großprojekts aktivieren zu müssen, und dass dadurch einige Karten, besonders der Möbelmarkt, trotz Zufallsmechanismus durch die potenziell hohen Gewinne besonders attraktiv werden.

## Belege
1. ↑  Spielkult: Machi Koro; abgerufen am 12. Mai 2020.
2. 1 2 3 4 5  Offizielle Spielregeln für Machi Koro Legacy, Pandasaurus Games / Asmodee 2019.
3. ↑  Versionen von Machi Koro Legacy in der Spieledatenbank BoardGameGeek (englisch); abgerufen am 12. Mai 2020.
4. ↑  Udo Bartsch: Machi Koro Legacy in Rezensionen für Millionen, 14. Dezember 2019; abgerufen am 12. Mai 2020.